# Міжнародний Соломонів університет
Міжнаро́дний Соломо́нів університе́т — недержавний приватний вищий навчальний заклад IV рівня акредитації, який за організаційно-правовою формою діяльності є Товариством з обмеженою відповідальністю, що розташоване в м. Києві.

## Історія університету
Міжнародний Соломонів університет був заснований в 1991 році. Президентом-засновником університету був професор Олександр Тетельбаум. Навчальний процес в університеті розпочався з 1 вересня 1993 року. 
Концепцію та стратегію розвитку Міжнародного Соломонового університету формували видатні вчені та громадські діячі, серед яких Ф. Алексєєв, М. Альтшулер, Ф. Бурчак, Ф. Горовський, Ю. Далецький, Л. Червоний, М. Епштейн, А. Розенфельд, Ю. Фурманов, Р. Шапшович, Г. Юсім, Г. Яблонський.
Вищим органом управління Міжнародного Соломонова університету є Рада засновників на чолі з Р.М. Шапшовичем. Наглядова Рада та Рада засновників університету складають відомі вчені, цивільні та політичні діячі. Управління поточною діяльністю Міжнародного Соломонового університету здійснює ректорат на чолі з ректором – Заслуженим діячем науки та техніки України, д.е.н., професором О. І. Розенфельдом. Першим проректором університету став д. ф.-м.н. Г. Фінін.
Загальну концепцію розвитку і головну мету університету сформували видатні вчені, політики та громадські діячі України. Сьогодні Міжнародний Соломонів університет має IV рівень акредитації, у ньому активно працює кваліфікований викладацький склад. Завдяки укладеним Угодам з багатьма закордонними університетами Міжнародний Соломонів університет надає кращим студентам можливість одночасного навчання в університетах Великої Британії, США, Ізраїлю та отримання міжнародних дипломів цих навчальних закладів. На вивчення іноземних мов в університеті відводять в два рази більше навчального часу. Як правило, за час навчання в університеті студенти встигають досконало вивчити дві іноземні мови. 
На історичному факультеті, який є особливою гордістю Міжнародного Соломонового університету, студенти не тільки отримують глибоке знання всесвітньої історії, але і заслужено можуть стати поліглотами, оскільки вивчають 6 іноземних мов, серед яких є іврит та їдиш. 
В університеті існує унікальна можливість паралельного навчання в закордонних ВУЗах, серед яких: США (ChestnutHillCollege - Філадельфія); Великої Британії (Європейська школа економіки - Лондон); Франції (Університет "Париж-8"); Ізраїлю (Єврейський університет Єрусалиму), це стало можливим завдяки домовленості з цими навчальними закладами.
Наймолодшим факультетом університету став факультет комп'ютерних наук, де в 2001 році навчалося 17 студентів, 5 з яких проходили навчання за рахунок закладу.
В Соломоновому університеті пропонуються програми навчання бакалавра, спеціаліста та магістра на очній та заочній формах навчання. Університет готує фахівців за багаторівневою системою на денній та заочній формах на контрактній (платній) основі. Університет також проводить довузівську підготовку абітурієнтів на платній основі.

## Структура університету

### Факультети
- Історико-філософський факультет;
- Економічний факультет;
- Юридичний факультет;
- Факультет комп'ютерних наук;
- Соціологічний факультет;
- Медично-інженерний факультет;
- Біологічний факультет.

### Кафедри
- військова кафедра;

### Філії

Східноукраїнська філія Міжнародного Соломонового університету — розташована в м. Харкові за адресою: 61058, вул. Громадянська, 22/26.

### Історія філії
Філія відкрита в м. Харкові у 1998 р. З листопада 2000 р. у складі філіалу працює науково-дослідний підрозділ «Міжнародний центр хозарознавства». З серпня 2004 р. функціонує створений за ініціативою філіалу навчально-науковий комплекс «Соломонова освіта» — об'єднання Міжнародного Соломонового університету та Технологічного ліцею № 9. У 2007 р. до комплексу приєдналась Лабораторія інформаційних технологій.

### Структура, спеціальності
Факультети: історичний, економічний, комп'ютерних наук.
Спеціальності:
- історія;
- фінанси та кредит;
- маркетинг;
- програмне забезпечення автоматизованих систем (ПЗАС).

## Організаційно-правова форма діяльності університету
Організаційно-правовою формою діяльності Міжнародного Соломонова університету є — ТОВ. 
3 липня 1997 року ТОВ «Міжнародний Соломонів університет» отримало статус юридичної особи. 
Станом на 25 січня 2023 року, ТОВ «Міжнародний Соломонів університет» належить до недержавної приватної власності з кінцевим бенефіціарним власником (контролером) юридичної особи, у тому числі кінцевим бенефіціарним власником (контролером) її засновника. Скороченої назви — немає.

## Акредитація
Відповідно до листа Міністерства освіти і науки України № 1/9-616 від 28.11.2014 року «Щодо оптимізації мережі вищих навчальних закладів» вищому навчальному закладу, а також 52 іншим вишам, запропоновано визначитись до завершення 2014/2015 навчального року стосовно доцільності подальшого функціонування або можливого об'єднання зусиль з іншими навчальними закладами через «очевидну невідповідність ліцензованим умовам». Акредитаційна комісія України мала розглянути доцільність діяльності даного вишу до травня 2015 року.

## Випускники
- Рябошапка Руслан Георгійович (1976) — Генеральний прокурор України;
- Грановський Олександр Михайлович (1979) — український політик і бізнесмен, народний депутат України VIII скликання, 2001 рік;
- Остапенко Анатолій Дмитрович (1968) — український юрист, політик. Народний депутат України 9-го скликання;
- Денис Вишневський — український зоолог, радіоеколог;
- Олена Мордовіна — українська авторка художніх творів, лауреатка кількох літературних премій, перекладачка 1994—1999 рр.;
- Масі Найєм — український адвокат, засновник юридичної компанії «Міллер», військовослужбовець ЗСУ, громадський діяч, правозахисник.

## Цікаві факти
- В ТОВ «Міжнародний Соломонів університет», не зважаючи на недержавний та приватний статус вищого навчального закладу, студентам, за їх бажанням, пропонується пройти підготовку на військовій кафедрі і закінчити навчання в університеті з отриманням військового звання офіцера запасу[3].
- З 2009 року — колишній міністр оборони України Олексій Резніков (2021-2023) є професором кафедри публічного права юридичного факультету Міжнародного Соломонового університету.